# Zeughaus (Keulen)

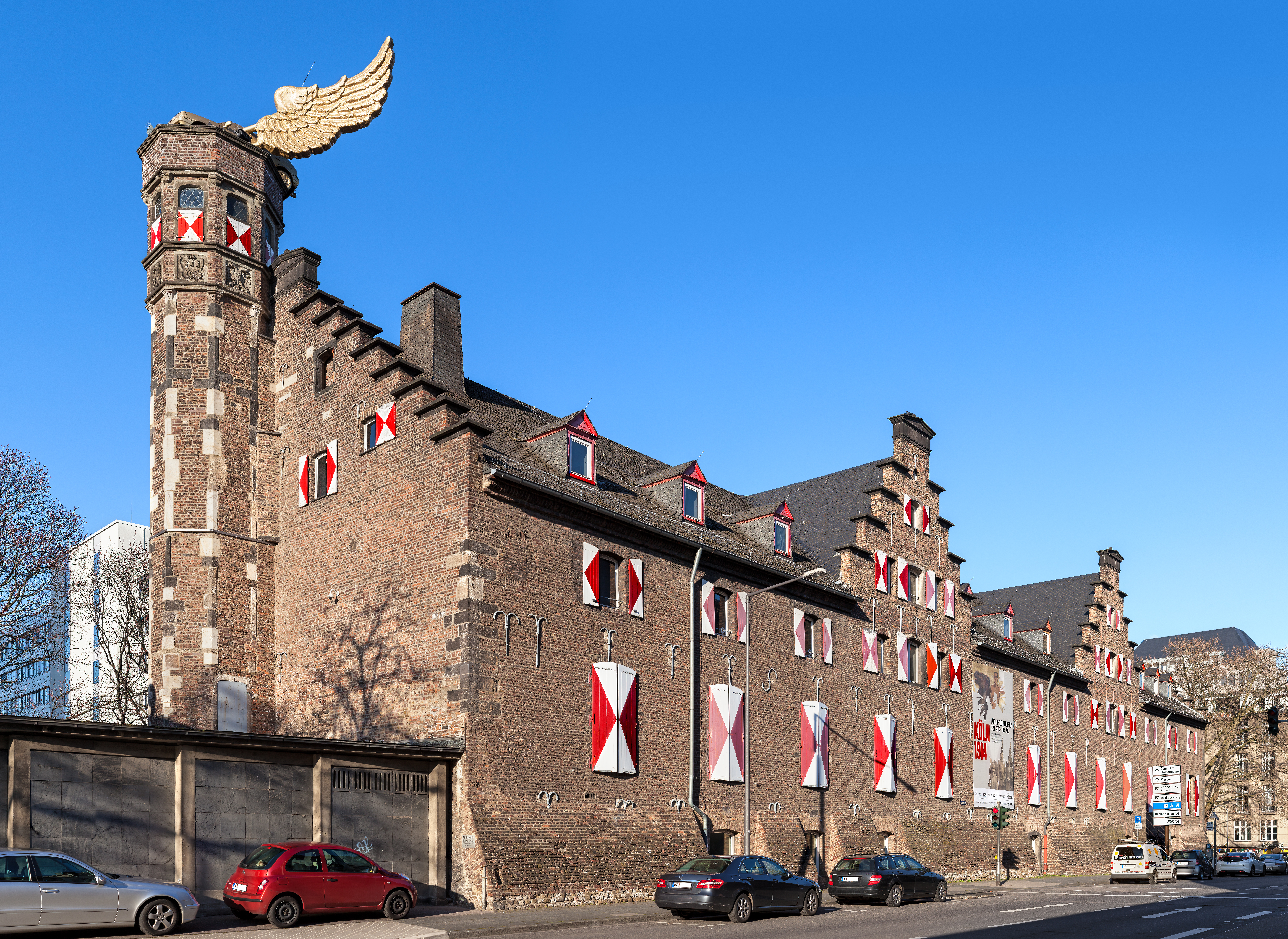
Zeughaus

Het Zeughaus in Keulen was het vroegere wapenarsenaal van de stad, en is sinds 1958 een museum.
Het Keulse Zeughaus werd gebouwd tussen 1594 en 1606. Het is gebouwd op de restanten van de Romeinse stadsmuur. Het gebouw is opgetrokken in vroege barokstijl en het portaal is renaissancestijl. Een Zeughaus is de Duitse benaming voor een wapenarsenaal, een locatie waar wapens en munitie worden bewaard en onderhouden.
Op 14 augustus 1888 werd het Kölnisches Stadtsmuseum ofwel het Keulse stadsmuseum geopend, oorspronkelijk gevestigd in de Hahnentorburg en de Eigelsteintorburg, twee stadspoorten van de Keulse middeleeuwse stadswal. In 1927 verhuisde de collectie een eerste maal naar de kazerne van de Duitse Kurassiers in Keulen. In 1958 verhuisde de collectie naar de huidige locatie. In 1980 werden de luiken in het rood en wit geschilderd (de kleuren van de stad). 

## Der Flügelauto
Op het dak van het Zeughaus staat een gouden gevleugelde Ford Fiesta. Der Flügelauto is een kunstwerk van HA Schult uit de collectie Fetish auto. De 4000 kilo wegende auto werd op 25 april 1991 met een hefkraan op het dak geplaatst. De politicus Franz-Josef Antwerpes diende een klacht in tegen de Flügelauto, maar het toenmalige ministerie vond dat het kunstwerk 'tijdelijk' mocht blijven staan.